# Tiefenbach, Rhein-Hunsrück
Tiefenbach là một đô thị ở huyện Rhein-Hunsrück bang Rheinland-Pfalz, phía tây nước Đức. Đô thị Tiefenbach, Rhein-Hunsrück có diện tích 5,79 km², dân số thời điểm ngày 31 tháng 12 năm 2006 là 795 người. 